# LNWR classe Samson
La Classe Samson du London and North Western Railway est un modèle de locomotives à vapeur de disposition d'essieux 120 « Porter » (2-4-0 dans la nomenclature britannique). Premier modèle de locomotives à deux essieux pour trains de voyageurs développé par l'ingénieur Ramsbottom pour le LNWR, la série disparaît dans les années 1890, remplacée par des machines de la classe Waterloo, sauf 10 locomotives catégorisées comme matériel de service qui s'éteignent au plus tard en 1925.

## Historique

### Origines
En 1863, le London and North Western n'a que 17 ans d'existence. Son réseau constitué de plusieurs petites compagnies amalgamées est n'a pas encore pris les proportions aura à la fin du siècle et son matériel moteur comprend encore nombre de séries disparates d'origine diverse. Déjà en poste du temps du Manchester and Birmingham Railway, John Ramsbottom (en) occupe le poste d'ingénieur en chef de la division Nord du LNWR avant de devenir le Chief Mechanical Engineer de toute la compagnie en 1862.
Pour la traction des express, John Ramsbottom a mis au point en 1858 les locomotives de la classe Problem (également appelée Lady of the Lake) qui seront produites jusqu'en 1865. Comme le veut la pratique encore en vigueur vers 1860, ces locomotives et leurs ancêtres recourent à la disposition d'essieu Patentee (111) avec un unique essieu moteur, jugé suffisant pour les trains de voyageurs. Au LNWR, les locomotives de disposition 120 sont alors rares et surtout employées pour la traction des trains de marchandises ou sur de fortes rampes.
Le facteur d’adhérence des locomotives de disposition 111 étant insuffisant, en particulier sur les lignes secondaires où circulent souvent d'anciennes locomotives évincées des grandes lignes, Ramsbottom met au point une nouvelle locomotive à deux essieux couplés.

### Mise au point
Les nouvelles locomotives sont pourvues de deux paires de roues motrices de 6 pieds dont le diamètre total est augmenté de 3 pouces (pour un total de 1 905 mm) ; le foyer profond est disposé entre les deux essieux accouplés. Comme les modèles ultérieurs développés par Webb (Precursor, Waterloo, Precedent), le châssis recourbé au-dessus des axes de roues motrices, dégageant les bielles, sont doublés par un longeron horizontal supportant un cache évidé.
En rupture avec les 111 de la classe Problem qui descendent des Crampton, les cylindres sont positionnés à l'intérieur, entre les longerons du châssis, et attaquent le premier essieu moteur[réf. souhaitée] par le biais d'une distribution Stephenson. Ces cylindres ont le même diamètre que les Problem (16 pouces, 406 mm) mais leur longueur est de seulement 20 pouces (508 mm).
Originellement, la chaudière développée par Ramsbottom a une pression maximale plus faible ; les couvre-roues sont ajourés et le poste de conduite à ciel ouvert. 50 sont construites de 1863 à 1866. La numérotation est dans le désordre, le LNWR n'affectant pas de numérotation continue et réutilisant sans cesse ceux de locomotives mises à la retraite. L'ensemble des locomotives de la série porte un nom de baptême gravé sur une plaque recourbée sur les couvre-roues du premier essieu moteur ; la première est baptisée Samson du nom d'un juge évoqué par la Bible hébraïque.

### Évolutions
Les nouvelles locomotives à deux essieux moteurs ne sont pas adaptées au service des express les plus rapides à cause de leur puissance limitée et de leur vitesse en palier plus basse, en raison du diamètre des roues motrices. Les difficultés des Problem sur les lignes au profil ardu poussent le LNWR à accepter la mise au point de locomotives pour express à deux essieux moteurs en dépit de réticences en raison du risque de mouvements parasites à haute vitesse et de la complexité induite par un essieu coudé. John Ramsbottom créera en 1866 la classe Newton présentée, selon les sources, comme une version à plus grandes roues et cylindres agrandis de la classe Samson ou comme une adaptation des 030 de la classe DX Goods, reprenant notamment leur chaudière et la position intérieure des cylindres.
Après le départ de John Ramsbottom, son successeur Francis Webb (en) doit faire face au besoin immédiat de nouvelles locomotives et fait réaliser 30 Samson supplémentaires en 1873-1874 qui se distinguent par leurs couvre-roues sans percements, leur cabine de conduite dotée d'un toit et leur chaudière timbrée à 140 psi (soit 0,965 MPa ou 9,526 atm). Les locomotives plus anciennes sont progressivement dotées de chaudières et d'abris similaires.
En 1879, alors que ce modèle est déjà obsolète sur les grandes lignes, Webb commande aux ateliers de Crewe une dernière tranche de 10 Samson.
Dans l'intervalle, Webb a développé les locomotives de disposition 120, créant notamment les 40 locomotives de la classe Precursor, à roues plus petites, et les 70 de la classe Precedent, le nouveau modèle dominant pour trains express.

### Carrière et services effectués
Pensées pour des services mixtes, à l'opposé des Problem et Newton destinées aux express, elles seront fréquemment affectées à des trains de voyageurs locaux. L'auteur E.L. Ahrons décrit les Samson dans des termes peu amènes, évoquant des locomotives faibles dont la chaudière n'est pas plus grande qu'une machine à thé.
Les locomotives-tender classe 5ft 6in Tank de disposition 121T à grandes roues ont été réalisées en vue de prendre la relève des Samson ainsi que des Precursor sur les trains locaux et le service des petites lignes.

### Fin de carrière
Face à l'arrivée de locomotives plus puissantes dans leurs services, ces locomotives inadaptées aux trains omnibus à cause de leurs grandes roues et de leur tender séparé sont sélectionnées pour un programme de renouvellement (sur papier) où leurs numéros et leurs noms sont transférés aux nouvelles locomotives de la classe Waterloo (également appelées Whitworth). Ce tour de passe-passe administratif — les locomotives renouvelées étant envoyées à la démolition tandis que peu de composants sont réutilisés — permet de classer la construction des nouvelles locomotives parmi les dépenses en renouvellement, et non dans le budget en extension, soumis aux taxes.
80 locomotives de la classe Samson du LNWR sont renouvelées entre 1888 et 1894, disparaissant ainsi de la circulation. Se reconnaissant facilement à l'écart plus important entre la cabine et le premier garde-boue, les nouvelles Waterloo reprennent tel quel le diamètre des roues motrices et emploient le même type de chaudière et de châssis renforcé que les Improved Precedent réalisées à partir de 1887 en remplacement de locomotives des classes Newton et Precedent. Ces deux séries s'illustreront en tête de trains express ; les Improved Precedent étant désignées « Large Jumbos » et les Waterloo « Small Jumbos ».
En 1892, l'ex-no 757 Banshee, est convertie en prototype dont les bielles de liaison sont remplacées par une paire de petites roues de friction sur un axe vertical, un dispositif pouvant selon les besoins transmettre l'effort aux roues arrière (disposition 120) ou isoler cette paire de roues (disposition 111). L'expérience ne sera pas heureuse et conduira à des gerbes d'étincelles et de fréquents plats aux roues.
Bien qu'ayant sur papier disparu des inventaires, ayant également donné leur nom et leur matricule à de nouvelles Waterloo, dix Samsons en bon état échappent à la démolition et sont classées par le LNWR comme du matériel de service avec de nouveaux numéros entre 3100 et 3274 ; leur nom est soit Spare engine (locomotive de rechange) ou une combinaison du nom Engineer et de leur ville d'attache ; certaines ont un second pare-brise monté sur le tender pour les parcours cabine en arrière. Elles sont finalement mises à la retraite entre 1914 et 1923, des locomotives de la classe Waterloo prenant leur relève.
Aucune des locomotives de la classe Samson n'a été conservée.